# ArchBang
ArchBang is een Linuxdistributie gebaseerd op Arch Linux die gebruikmaakt van de windowmanager Openbox. Er wordt geen desktopomgeving meegeleverd: in plaats daarvan doet Openbox dienst als desktopomgeving. ArchBang is een rollingreleasedistributie (vergelijkbaar met Gentoo) die gebruikmaakt van de pakketbeheerder pacman, een programma dat beschikt over een command-line-interface (CLI).

## Distributie
ArchBang is beschikbaar als een x86-64 ISO-bestand  voor installatie op een live-CD of kan geïnstalleerd worden op een USB-stick.

## Geschiedenis
ArchBang is geïnspireerd op CrunchBang, dat gebaseerd is op Debian. Arch is echter meer up-to-date en werd om die reden als basis gekozen voor ArchBang. Het is niet nodig om te upgraden naar de nieuwe versie: de pakketlijsten (repositories of repo's) verversen volstaat. Sinds 16 april 2012 is de projectleider Stan McLaren.

## Versiegeschiedenis
| Versie     | Uitgavedatum      | Status         |
| ---------- | ----------------- | -------------- |
| 2010.09    | 23 september 2010 | Oude versie    |
| 2010.10    | 7 oktober 2010    | Oude versie    |
| 2011.01    | 28 januari 2011   | Oude versie    |
| 2011.02    | 5 februari 2011   | Oude versie    |
| 2011.09    | 7 september 2011  | Oude versie    |
| 2011.10    | 2 oktober 2011    | Oude versie    |
| 2011.11    | 1 november 2011   | Oude versie    |
| 2012.05    | 2 mei 2012        | Oude versie    |
| 2012.12    | 8 december 2012   | Oude versie    |
| 2014.06.03 | 3 juni 2014       | Oude versie    |
| 2015.10.08 | 8 oktober 2015    | Oude versie    |
| 2016.07.20 | 20 juli 2016      | Oude versie    |
| 0117       | 18 januari 2017   | Oude versie    |
| 2021.09.19 | 19 september 2021 | Oude versie    |
| 2021.10.09 | 9 oktober 2021    | Oude versie    |
| 2021.12.04 | 4 december 2021   | Huidige versie |